# Сільський округ Жолдасбая Єралієва
Сільський округ Жолдасба́я Єралі́єва (каз. Жолдасбай Ерәлиев ауылдық округі, рос. Сельский округ Жолдасбая Ералиева) — адміністративна одиниця у складі Жетисайського району Туркестанської області Казахстану. Адміністративний центр — село Абай.
Населення — 13342 особи (2021; 12455 у 2009, 10306 у 1999, 9259 у 1989).
Станом на 1989 рік існували Октябрська сільська рада (села Абай, Амангельди, Ауезово, Гагаріно, Джамбул, Достик, Жданово, Кизиласкер, Крупське, Муратбаєво, Октябр, Сейфулліно) та Приозерна сільська рада (село Прогрес, селища 60 літ Казахстану, Цілина) Кіровського району. Пізніше села 60 літ Казахстану та Цілина були передані до складу Кизилкумського сільського округу.

## Склад
До складу округу входять такі населені пункти:
| Населений пункт  | Колишні назви                                                      | Населення, осіб (1989) | Населення, осіб (1999) | Населення, осіб (2009) | Населення, осіб (2021) |
| ---------------- | ------------------------------------------------------------------ | ---------------------- | ---------------------- | ---------------------- | ---------------------- |
| Абай, село       | отділення №2 совхоза імені 30-ліття Октября                        | 1084                   | 1159                   | 1366                   | 1713                   |
| Арай, село       | Октябр                                                             | 1919                   | 1688                   | 2108                   | 1932                   |
| Ауезова, село    | бригада №4 отділення №4 совхоза імені 30-ліття Октября, Ауезово    | 123                    | 188                    | 271                    | 302                    |
| Байтерек, село   | отділення №1 участок №1 совхоза імені 30-ліття Октября, Жданово    | 971                    | 1099                   | 1226                   | 1243                   |
| Діхан, село      | Гагаріно                                                           | 174                    | 159                    | 173                    | 175                    |
| Жагажай, село    | МТФ совхоза імені 30-ліття Октября, Достик                         | 64                     | 127                    | 229                    | 229                    |
| Жазиксай, село   | отділення №1 участок №1 совхоза імені 30-ліття Октября, Амангельди | 124                    | 131                    | 162                    | 78                     |
| Жанадауїр, село  | -                                                                  | -                      | 272                    | 361                    | 490                    |
| Жетіказина, село | отділення №1 участок №2 совхоза імені 30-ліття Октября, Кизиласкер | 572                    | 670                    | 967                    | 1035                   |
| Жетікубир, село  | отділення №1 участок №1 совхоза імені 30-ліття Октября, Джамбул    | 94                     | 134                    | 88                     | 101                    |
| Коктобе, село    | отділення №3 совхоза імені 30-ліття Октября, Крупське              | 846                    | 935                    | 1135                   | 1176                   |
| Муратбаєво, село | отділення №3 совхоза імені 30-ліття Октября                        | 872                    | 991                    | 1135                   | 1308                   |
| Сейфулліна, село | отділення №4 совхоза імені 30-ліття Октября, Сейфулліно            | 927                    | 1197                   | 1577                   | 1830                   |
| Утіртобе, село   | совхоз Прогрес, Прогрес                                            | 1489                   | 1556                   | 1657                   | 1730                   |